# Jacqueline Hewitt

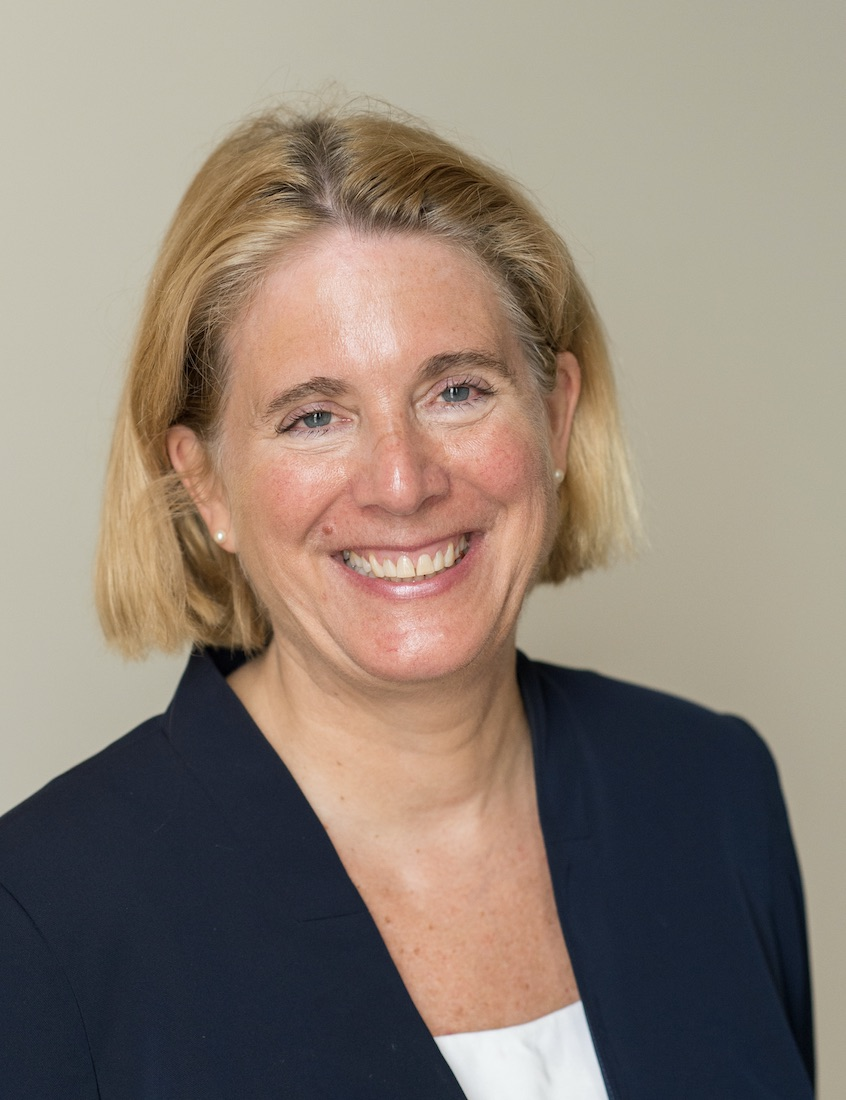
Jacqueline Hewitt

 Jacqueline N. Hewitt (* 4. September 1958 in Washington, D.C., USA) ist eine US-amerikanische Astrophysikerin und Hochschullehrerin. Sie war die erste Person, die einen Einsteinring entdeckte. Sie ist leitende Forscherin für HERA, das Hydrogen-Epoch-of-Reionization-Array-Teleskopprojekt.

## Leben und Werk
Hewitt wurde als Tochter von Gertrud (Graedel) Hewitt und Warren E. Hewitt geboren. Sie besuchte das Bryn Mawr College, wo sie 1980 einen Bachelor-Abschluss magna cum laude in Wirtschaftswissenschaften erhielt. Sie belegte in ihrem zweiten Jahr einen Astronomiekurs am Haverford College, was ihr Interesse an dieser Wissenschaft weckte. Sie studierte dann am Massachusetts Institute of Technology (MIT), wo sie 1986 in Physik promovierte. Für ihre Dissertation reiste sie an einen abgelegenen Ort in den Ebenen von San Agustín, New Mexico, wo sie mit dem neuen Radioteleskop Very Large Array die erste große systematische Studie zu Gravitationslinsen erstellte.
Von 1986 bis 1988 erhielt sie ein Postdoktorandenstipendium am MIT im Rahmen der Very Long Baseline Interferometry Unit. 1988 forschte sie am Princeton University’s Department of Astrophysical Sciences. Nach einem Jahr Forschungsaufenthalt in Princeton kehrte sie als Assistenzprofessorin für Physik an das MIT zurück, wo sie seit 1989 als Vollzeitprofessorin im Forschungslabor für Elektronik tätig ist. 2002 wurde sie zur Direktorin des MIT Kavli Institute for Astrophysics and Space Research ernannt und trat die Nachfolge von Claude R. Canizares an.
Hewitt heiratete 1988 den Kernphysiker Robert P. Redwine, mit dem sie 1988 und 1993 je einen Sohn bekam.

## Forschung
Hewitt entdeckte das erste Beispiel eines Einstein-Rings, bei dem ein weit entferntes astronomisches Objekt durch das Gravitationsfeld einer eng ausgerichteten Galaxie in einen Ring abgebildet wird. Einstein-Ringe sind wichtig, weil sie Fragen über die Größe und das Schicksal unseres Universums beantworten können. Nach mehreren Jahren als Leiterin von Linsenforschungsstudien schlug sie vor, dass die ersten Sterne, die sich im frühen Universum bilden, Löcher in das primitive Wasserstoffgas brennen würden, die mit einem ausreichend großen Niederfrequenz-Radioteleskop beobachtet werden können. Um den Umfang dieses Projekts in Angriff zu nehmen, schlug sie dann vor, das Phänomen durch Messung der spektralen Dichte als Funktion der Rotverschiebung mit einem Teleskop zu untersuchen. Hewitt war Mitbegründerin des Murchison-Widefield-Array-Projekts, einem Niederfrequenz-Radioteleskop in Westaustralien, das die Epoche der Reionisation untersuchen soll. Die erste Generation eines solchen Teleskops wurde 2013 im australischen Outback fertiggestellt.

## Ehrungen
- 1989: Annie-Jump-Cannon-Preis für Astronomie, American Astronomical Society
- 1990: Stipendium der David and Lucile Packard Foundation
- 1995: Maria Goeppert-Mayer Award
- 2004: Fellow der American Physical Society
- 2016: Mitglied der American Academy of Arts and Sciences
- 2018: Fellow der American Association for the Advancement of Science (AAAS)
- 2020: Legacy Fellow der American Astronomical Society[6]